# Régiment de Dauphin-cavalerie
Pour les articles homonymes, voir régiment du Dauphin.
Le régiment de Dauphin-cavalerie est un régiment de cavalerie du royaume de France créé en 1668 devenue sous la République française et le Premier Empire, le 12e régiment de cuirassiers.

## Création et différentes dénominations
- 24 mars 1668 : création du régiment de Dauphin-cavalerie
- 1er décembre 1761 : renforcé par incorporation du régiment de Dauphin-Étranger cavalerie[1]
- 1er janvier 1791 : renommé 12e régiment de cavalerie
- 24 septembre 1803 : transformé en cuirassiers, le 12e régiment de cuirassiers
- 1814 : renforcé par incorporation de 4 escadrons du 14e régiment de cuirassiers
- 16 juillet 1815 : licencié

## Équipement

### Étendards
6 étendards de « ſoie bleue, Soleil d’or au milieu, 4 fleurs de lys & 4 Dauphins brodez en or & en argent aux coins, & frangez d’or ».

Étendards du régiment du Dauphin cavalerie
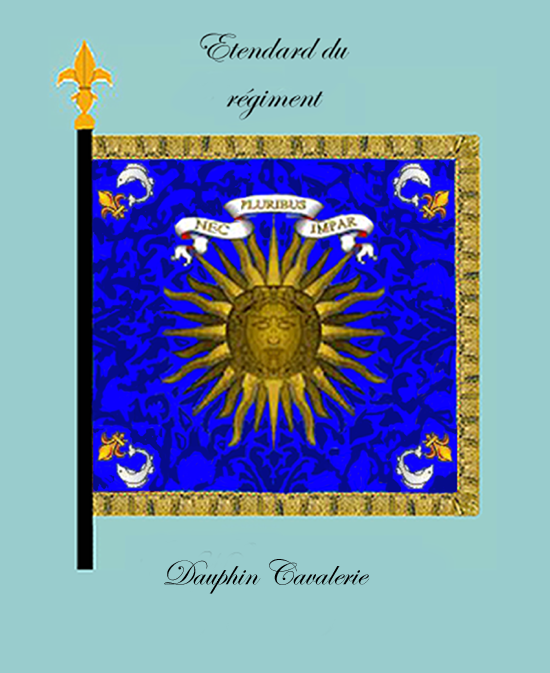
avers
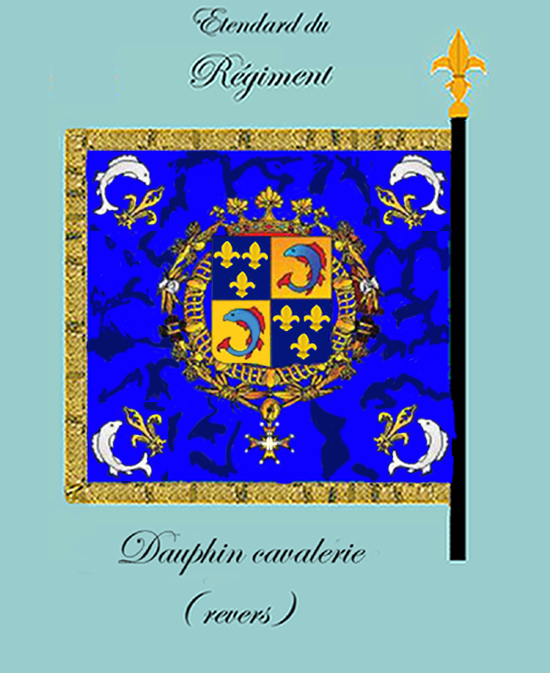
revers
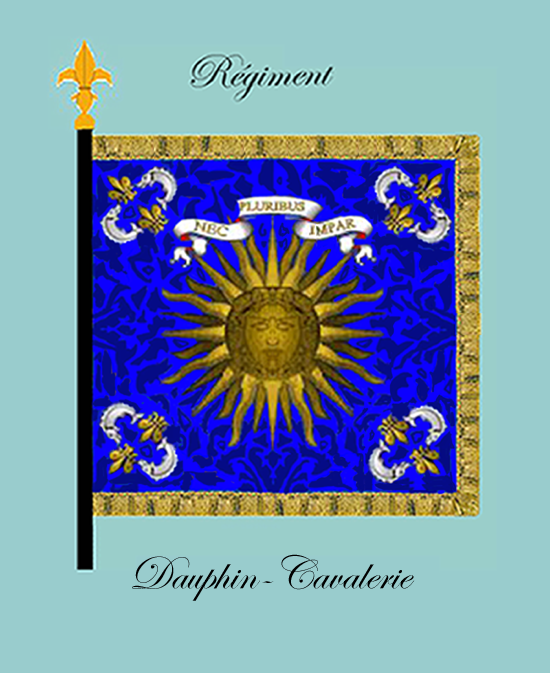
avers
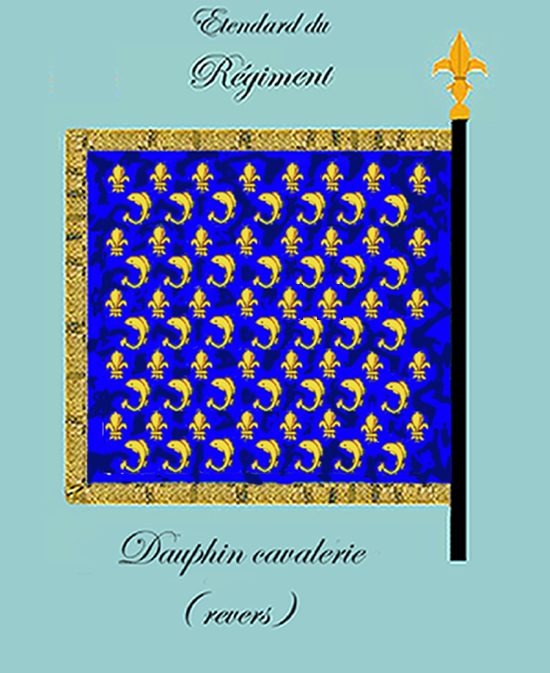
revers

### Habillement

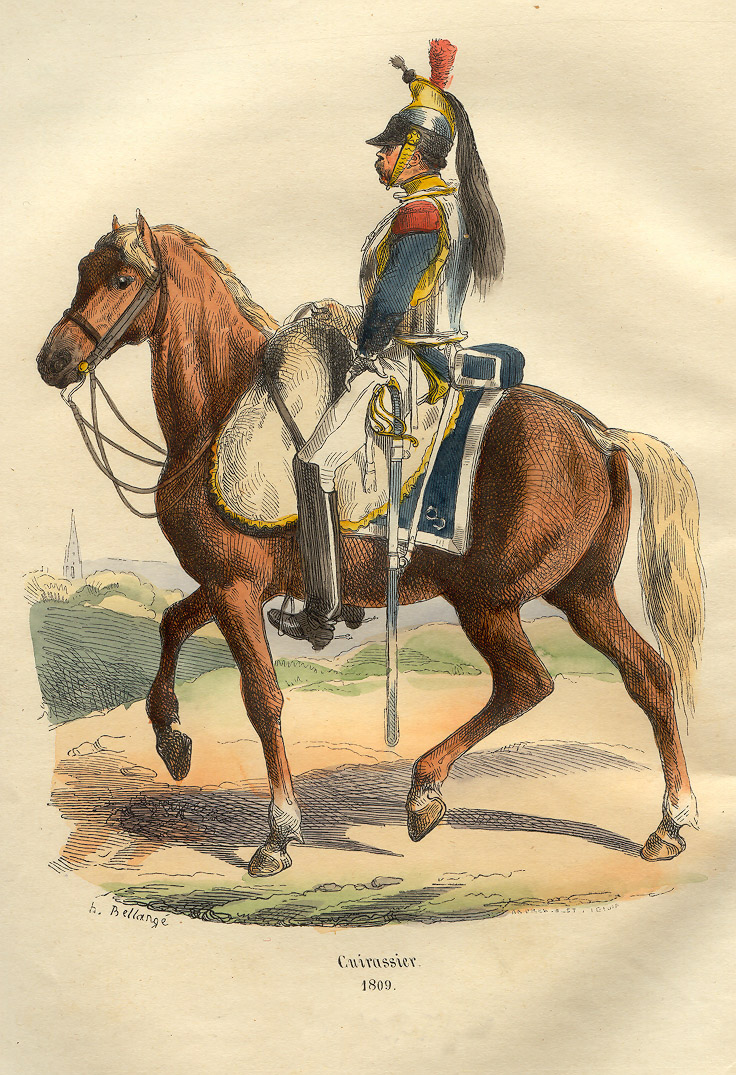
Cuirassier en 1809, gravure de Bellangé illustrant l’Histoire de Napoléon de Laurent de l’Ardèche, 1843.

Uniformes
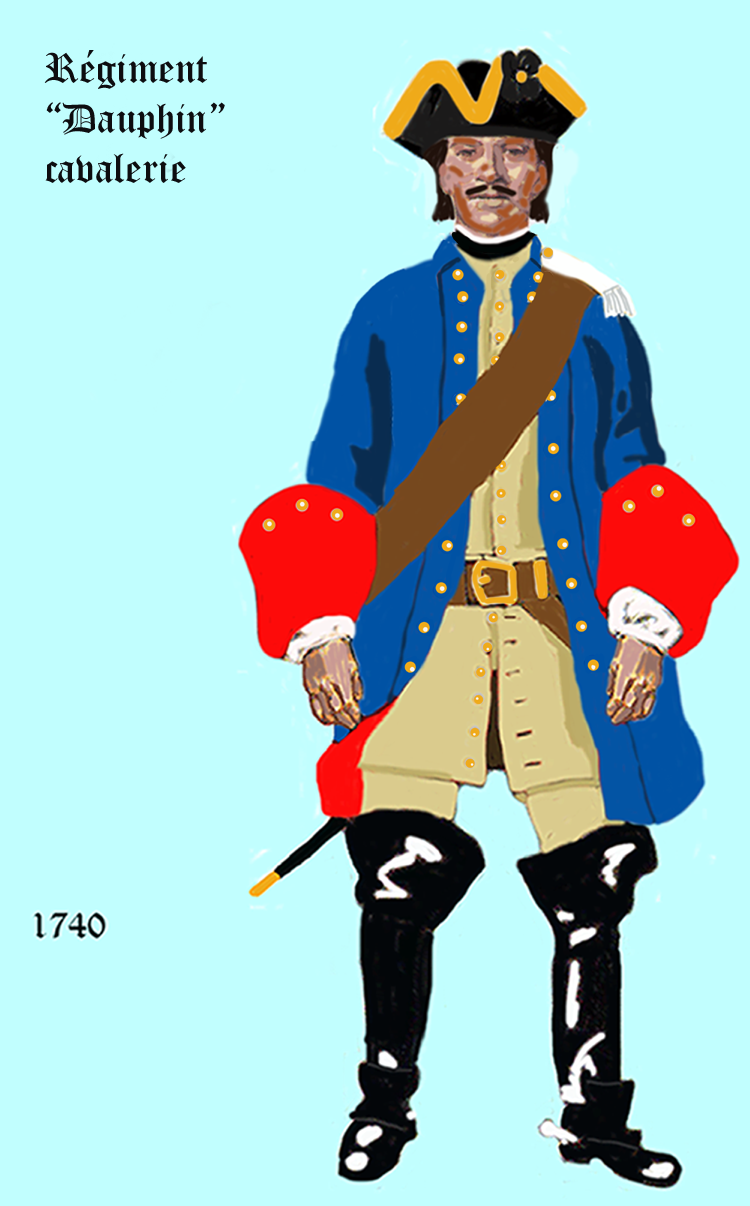
régiment de Dauphin-cavalerie de 1740 à 1757
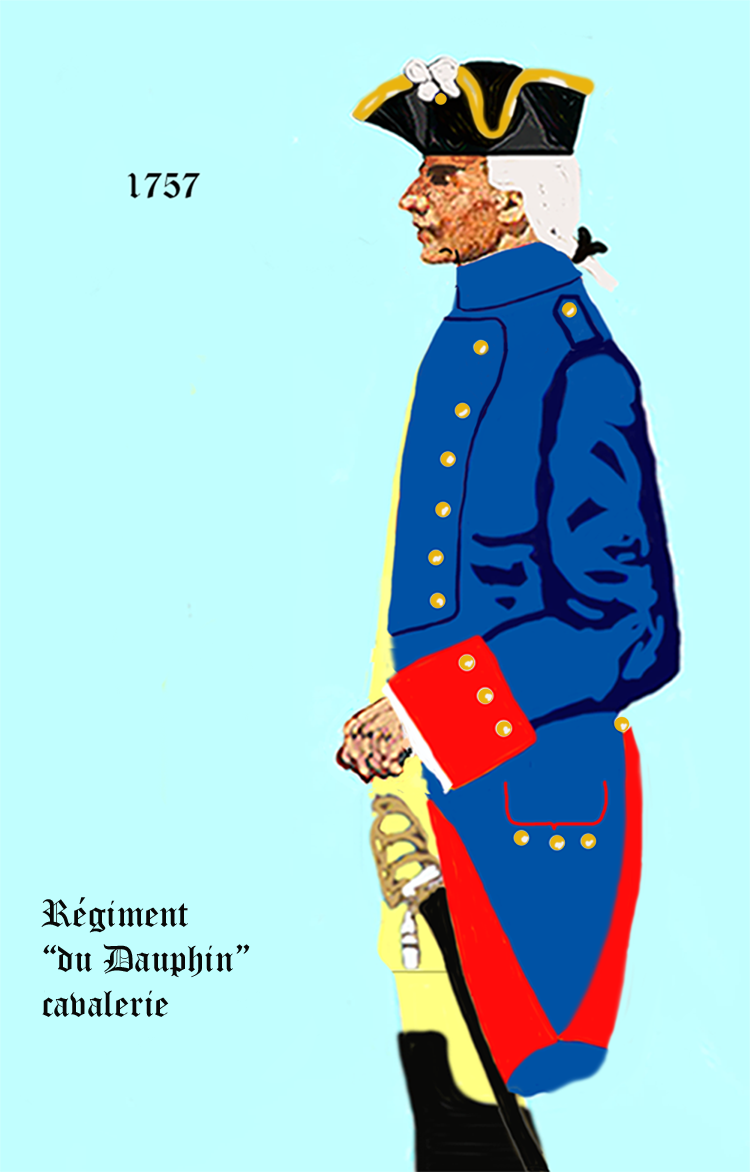
régiment de Dauphin-cavalerie de 1757 à 1762
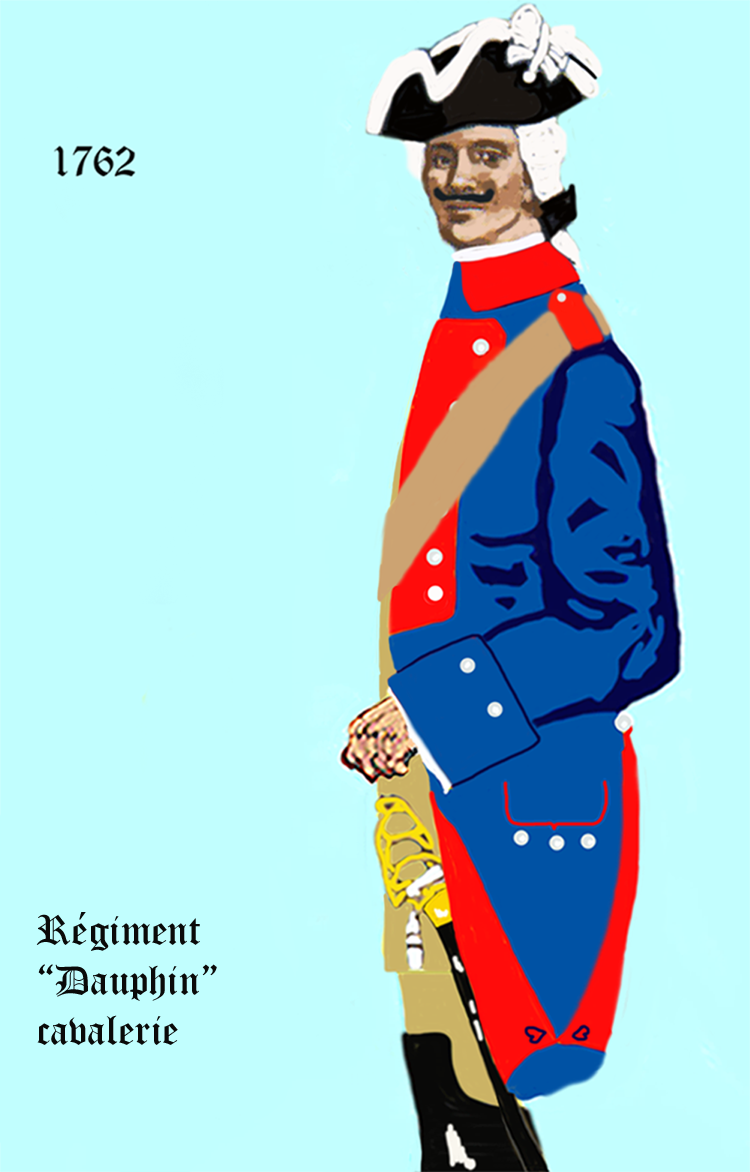
régiment de Dauphin-cavalerie de 1762 à 1767

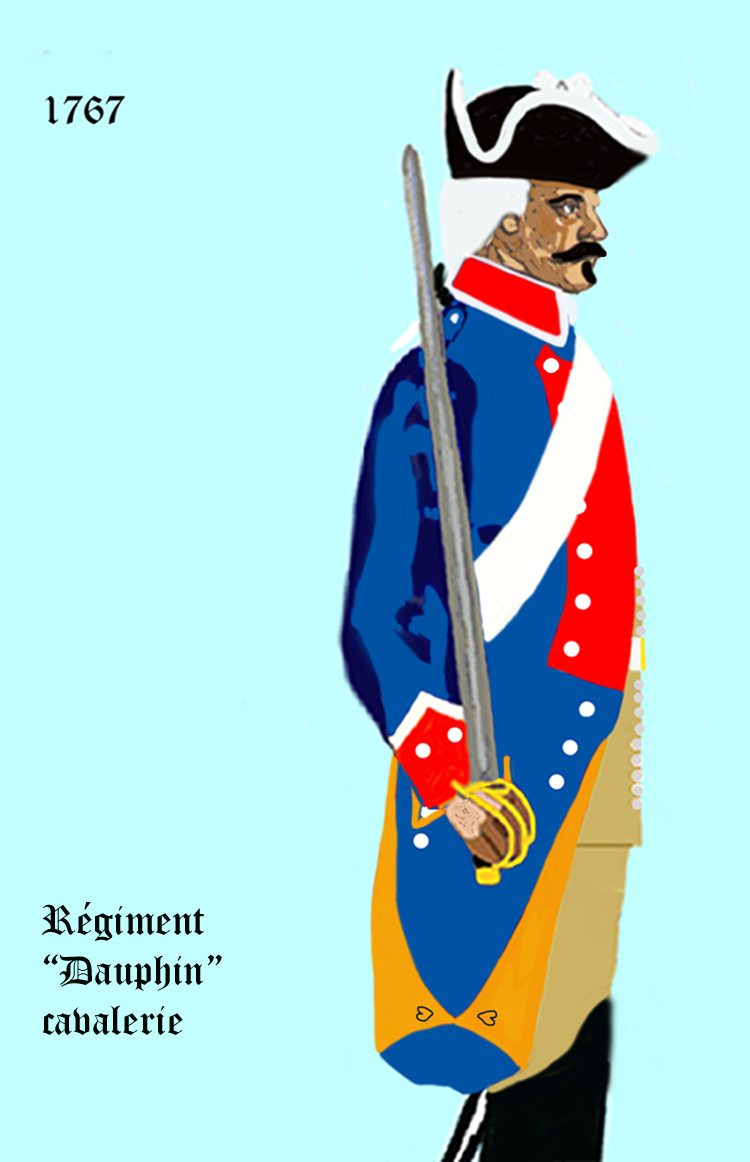
régiment de Dauphin-cavalerie de 1767 à 1776
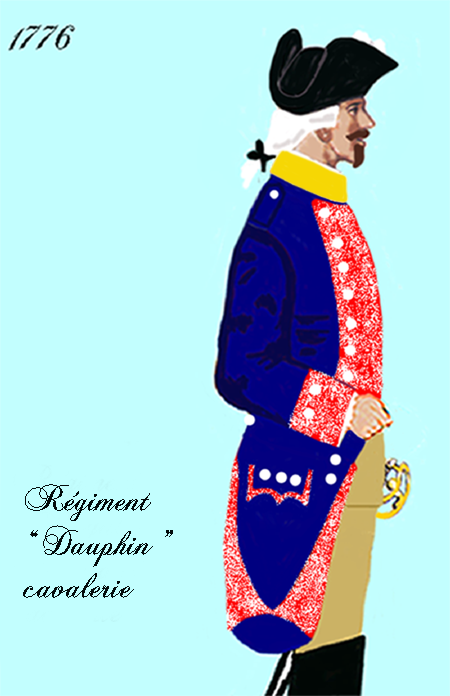
régiment de Dauphin-cavalerie de 1776 à 1791
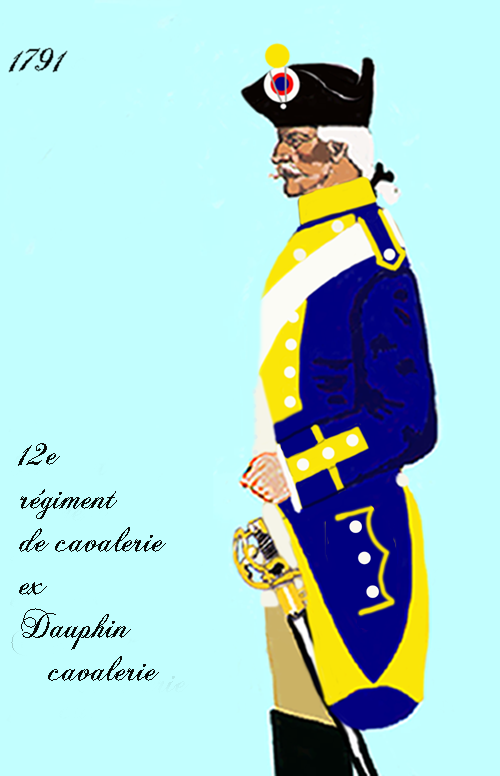
12e régiment de cavalerie à partir de 1791

## Historique

### Mestres de camp-lieutenants et colonels
- 24 mars 1668 : Jean-François de La Baume Le Blanc, marquis de La Vallière
- 15 avril 1669 : Charles de Lusignan, marquis de Saint-Gelais, brigadier de cavalerie le 25 février 1677, maréchal de camp le 24 août 1688, † 25 août 1689
- 18 mars 1689 : Philippe II de Valois de Villette, comte puis marquis de Murçay, né en 1667, brigadier le 28 avril 1694, maréchal de camp le 29 janvier 1702, lieutenant général des armées du roi le 10 février 1704, † 9 novembre 1706
- 1er mai 1702 : marquis de Costentin
- 28 avril 1706[3] : N. de Clérambaut, marquis de Vandeuil, † 1712
- 9 avril 1712 : François, duc d’Harcourt, brigadier le 1er octobre 1718, maréchal de camp le 24 avril 1727, lieutenant général des armées du roi le 1er août 1734, maréchal de France le 19 octobre 1746, † 11 juillet 1750
- 1716 : Bénigne Le Rageois, marquis de Bretonvilliers, brigadier le 20 février 1734, maréchal de camp le 1er mars 1738, † 27 août 1760
- 15 avril 1738 : N., marquis de Voluire
- 3 mars 1747 : Charles Louis René, marquis de Marbeuf, né le 4 octobre 1712, déclaré maréchal de camp en décembre 1761 par brevet expédié le 20 février, lieutenant général le 23 octobre 1768, † 20 septembre 1786
- 11 juillet 1753-janvier 1762 : Gabriel Marie de Talleyrand, comte de Périgord, brigadier le 23 juillet 1756, maréchal de camp le 20 février 1761
- 1er mars 1763 : Louis Hurault, marquis de Vibraye
- 18 avril 1776 : Hippolyte-Jean-René de Toulongeon, marquis de Toulongeon.
- 11 novembre 1782 : Félicité Jean Louis, comte de Durfort, né le 4 mars 1752, † 10 mars 1801
- 1er janvier 1784 : Alexis Bruno Étienne, vidame de Vassé, né le 20 avril 1743, maréchal de camp le 27 juillet 1814, lieutenant général en septembre 1814, † 27 mai 1820
- 25 juillet 1791 : Charles Michel Cordier de Montreuil de Launay de Vallerie
- 16 mai 1792 : François Durand Tauzia de La Litterie
- 26 janvier 1793 : N. Vrigny
- 4 novembre 1793 : Jean-Baptiste Colart
- 5 juillet 1795 : Jean Verreaux
- 1er mai 1796 : Jacques Belfort Renard, dit Belfort, né le 26 décembre 1753, général de brigade le 24 décembre 1805, † 18 janvier 1819
- 27 décembre 1805 : Joseph Philippe Marie Dornès, général de brigade le 3 août 1809, † 29 novembre 1812
- 3 août 1809 : Jean Louis, baron Mathevon de Curnieu, né le 29 juillet 1776, † 21 janvier 1813
- 29 mars 1813 : Michel Jean Paul Daudiès, né le 29 septembre 1763, général de brigade le 12 mai 1815 et mis à la retraite le même jour, † 28 février 1839
- 22 avril 1815 : Charles Nicolas Turau, dit Thurot, né le 29 mars 1773, † 19 novembre 1835

### Campagnes et batailles
Régiment de Dauphin-cavalerie
Lors de la guerre de Hollande, le régiment assiste en 1672 à la prise d’Orsoy, de Rheinberg, de Duisbourg et au passage du Rhin. En 1673, il est au siège de Maëstricht, en 1674 à la bataille de Séneff, en 1675 à la réduction de Dinant, Huy et Limbourg, en 1676 aux sièges de Condé, de Bouchain et d’Aire, et au secours de Maëstricht, en 1677 à la prise de Valenciennes et de Cambrai, en 1678 à celles de Gand et d’Ypres et à la bataille de Saint-Denis. Intégré en 1719 à l'armée du maréchal de Berwick, siège et prise du château d'Urgel (repris aussitôt par les Espagnols) et préparatifs pour le siège de Rosas, abandonné au début de 1720 par suite des inondations.
12e régiment de cavalerie
Le 12e régiment de cavalerie a fait les campagnes de 1792 à 1794 à l’armée du Rhin.
Il a fait les campagnes des ans IV et V à l’armée de Rhin-et-Moselle ; an VI à l’armée d’Allemagne ; de l’an VII à l’an IX à l’armée du Rhin.
12e régiment de cuirassiers
Le 12e régiment de cuirassiers a fait les campagnes de l’an XIV au corps de cavalerie de réserve de la Grande Armée ; de 1806 à 1808 au 4e corps de réserve de cavalerie ; 1809 et 1810 aux armées du Rhin et d’Allemagne (3e et 2e corps de cavalerie de réserve) ; 1811 et 1812 au corps d’observation de l’Elbe ; 1813 et 1814 au 1er corps de cavalerie de réserve de la Grand Armée et garnison de Hambourg ; 1815 à la 1re division de cavalerie de réserve.
Licencié, son fonds est versé en 1816 dans le 2e régiment de cuirassiers avec celui de l’ancien régiment du Roi.

### Quartiers
- Caen[2]